# 凹叶紫菀
凹叶紫菀（学名：Aster retusus）是菊科紫菀属的植物，是中国的特有植物。分布在中国大陆的西藏等地，生长于海拔4,200米至4,260米的地区，多生长于高山草甸或岩石上，目前已由人工引种栽培。